# OTRAG
OTRAG (Orbital Transport und Raketen Aktiengesellschaft) is een Duits voormalig bedrijf gevestigd in Stuttgart.

## Geschiedenis
OTRAG was het eerste private ruimtevaart bedrijf ter wereld, in 1975 gesticht door Lutz Kayser (1939-2017) uit Stuttgart. Zijn doel was de ontwikkeling van een goedkopere manier om satellieten in een baan om de aarde te brengen. Een bekende medewerker was raketingenieur en ex-SS'er Kurt H. Debus (1908-1983), die had meegewerkt aan de ontwikkeling van de V2-raket van Von Braun en tevens veel had bijgedragen aan het NASA Apolloprogramma. OTRAG kreeg steun van de Duitse overheid bij het bedenken van een alternatief voor de dure systemen van de NASA en de ESA. Er was een bijzondere band tussen het bedrijf en de president van het toenmalige Zaïre, Mobutu Sese Seko. In 1977 kreeg OTRAG van Mobutu namelijk het recht om een gebied in Zaïre van honderdduizend vierkante kilometer groot te gebruiken als experimenteerruimte.
Later voerde het bedrijf ook testen uit in Libië. Het verliet Libië uiteindelijk in 1987, omdat daar de kennis en de onderdelen ontbraken.
Door politieke druk werd het project in 1987 stopgezet. Het bedrijf zou vijf raketten hebben gelanceerd.

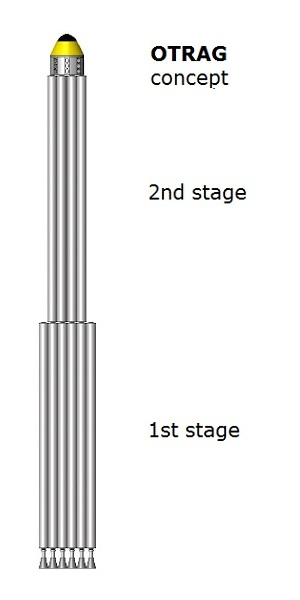
OTRAG
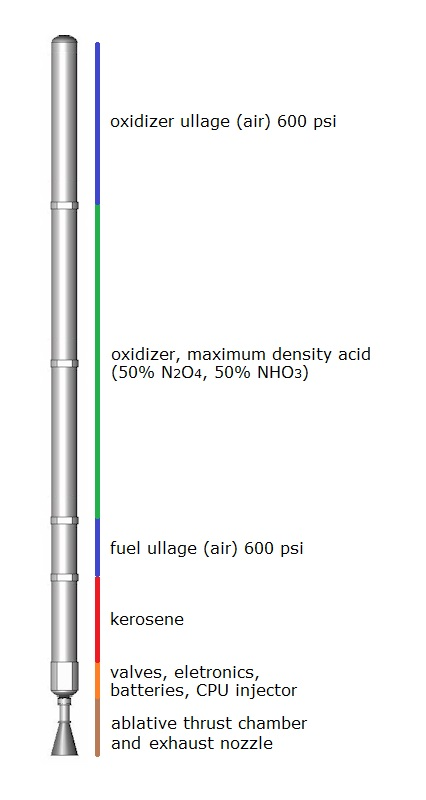
OTRAG CRPU